# Bertold IV de Zähringen
Bertold IV de Zähringen, nascut cap a 1125, mort el 8 de desembre de 1186, fou duc de Zähringen de 1152 a 1186 i comte de Boulogne de 1183 a 1186. Era fill de Conrad I de Zähringen i de Clemència de Namur.
Poc després del seu adveniment, sostingut per l'emperador Frederic Barba-roja, va preparar la conquesta del comtat de Borgonya, però finalment Frederic va preferir casar-se amb l'hereva del comtat que així es va escapar a Bertold. En compensació, va rebre el 1156 el títol de rector de Borgonya i l'autoritat sobre les ciutats de Ginebra i Lausana, i després sobre Zúric el 1173. El 1157, Bertold va establir la ciutat de Friburg que ja havien començat el seu pare i el seu oncle Bertold III de Zähringen. Per matrimoni va adquirir igualment el comtat de Boulogne però només en va gaudir tres anys.

## Matrimonis i fills
Es va casar en primeres boces amb Eduvigis de Froburg († 1183), i va tenir a:
- Bertold V (1160 † 1218), duc de Zähringen
- Agnès (1160 † 1239), casada amb Egon IV († 1230), comte d'Urach
- Anna, casada amb Ulric III († 1227) comte de Kyburg

Es va casar en segones noces el 1183 amb Ida de Lorena († 1216), filla de Mateu d'Alsàcia i de Maria de Blois, comtessa de Boulogne, però no van tenir fills.